# Özhan
Özhan ist ein türkischer männlicher Vorname und auch Familienname mit der Bedeutung „jemand, der aus der königlichen Familie kommt“.

## Namensträger

### Vorname
- Özhan Canaydın (1943–2010), türkischer Basketballspieler und Sportfunktionär
- Özhan Gürel (* 1980), türkischer Basketballspieler und -trainer
- Özhan Öztürk (* 1968), türkischer Lexikograf und Autor

### Familienname
- Ahmet Özhan (* 1950), türkischer Sänger
- Hüseyin Özhan (* 1967), türkischer Politiker